# Battweiler Höhe
Das Naturschutzgebiet Battweiler Höhe liegt im Landkreis Südwestpfalz in Rheinland-Pfalz.

## Lage
Das 24 ha große Gebiet, das im Jahr 2003 unter Naturschutz gestellt wurde, befindet sich in der Gemarkung von Battweiler in der Verbandsgemeinde Zweibrücken-Land. Es erstreckt sich auf dem gleichnamigen Höhenzug zwischen Battweiler und Niederhausen in nordöstlicher Richtung. Das Gebiet ist etwa 1,3 km lang und 250 m breit.

## Schutzzweck
Schutzzweck des Naturschutzgebiets Battweiler Höhe ist die Erhaltung, Entwicklung und Wiederherstellung von Kalkmagerrasen und Extensivgrünland auf diesem Gebiet. Dazu gehört auch die Erhaltung der standorttypischen Gehölze, Hecken sowie Wald- und Waldsaumbereiche. Diese sind Lebensräumer seltener und zum Teil gefährdeter wildlebender Tierarten.
Das vernetzte Biotopsystem der Kalkmagerrasen des Zweibrücker Hügellandes soll neben seiner besonderen Eigenart und Schönheit auch aus wissenschaftlichen Gründen erhalten werden.

## Flora und Fauna
Durch die Schutzmaßnahmen auf der Battweiler Höhe wurden die dort vorhandenen Kalkmagerrasen erweitert und konnten sich zu Biotopen entwickeln, in denen verschiedene seltene und geschützte Pflanzenarten wie Berg-Gamander, Mücken-Händelwurz, Helm-Knabenkraut, Gewöhnlicher Fransenenzian und Kuhschellen wachsen. Die Pflege erfolgt durch Beweidung mit Schafen und gegebenenfalls Mähen von Hand.
In den Jahren 2017 und 2018 erweiterte die Kreisverwaltung Südwestpfalz die Flächen für Kalkmagerrasen auf der Battweiler Höhe, indem sie weitere Flächen innerhalb des Naturschutzgebiets ankaufte. Damit sollen bisher ackerbaulich genutzte Flächen für den Naturschutz neu genutzt werden.